# هندوالان (مياندشت)
هندوالان (بالفارسية: هندوالان) هي مستوطنة تقع في إيران في Miyandasht Rural District. يقدر عدد سكانها بـ 1,005 نسمة .